# Garypus darsahensis
Garypus darsahensis es una especie de arácnido del orden Pseudoscorpionida de la familia Garypidae.

## Distribución geográfica
Se encuentra en el archipiélago de Socotra (Yemen).